# Sharpay's Fabulous Adventure (banda sonora)
Sharpay's Fabulous Adventure es el álbum de banda sonora de la película Original de Disney Channel del mismo nombre. Fue publicado por Walt Disney Records el 19 de abril de 2011 en Estados Unidos.

## Antecedentes
La fabulosa aventura de Sharpay es un spin-off de la serie de películas High School Musical. Como protagonista, Ashley Tisdale tuvo que grabar varias canciones para la película, según confirmó ella misma el 22 de mayo de 2010. que más tarde se incluyeron en un álbum de banda sonoras. La antigua estrella de High School Musical Lucas Grabeel grabó una versión del éxito de Justin Bieber "Baby" para la película.

## Sencillos
La canción "Gonna Shine" se convirtió en el primer y único sencillo del álbum y tuvo su estreno mundial en Radio Disney el 25 de marzo de 2011.

## Lista de canciones
| N.º   | Título                        | Interprete(s)                  | Duración |  |
| 1.    | «Gonna Shine»                 | Ashley Tisdale                 | 3:11     |  |
| 2.    | «My Boi and Me»               | Ashley Tisdale                 | 2:26     |  |
| 3.    | «My Girl and Me»              | Shawn Molko                    | 2:15     |  |
| 4.    | «New York's Best Kept Secret» | Ashley Tisdale                 | 3:28     |  |
| 5.    | «The Rest of My Life»         | Ashley Tisdale                 | 3:01     |  |
| 6.    | «Baby»                        | Lucas Grabeel                  | 3:34     |  |
| 7.    | «Walking on Sunshine»         | Aly & AJ                       | 3:54     |  |
| 8.    | «Fabulous (Remix)»            | Ashley Tisdale & Lucas Grabeel | 3:07     |  |
| 24:25 |                               |                                |          |  |

| Non-US bonus tracks |                           |                                  |          |  |
| N.º                 | Título                    | Recording artist(s)              | Duración |  |
| 9.                  | «I Want It All»           | Ashley Tisdale and Lucas Grabeel | 4:39     |  |
| 10.                 | «Fabulous»                | Ashley Tisdale and Lucas Grabeel | 3:02     |  |
| 11.                 | «You Are the Music in Me» | Ashley Tisdale & Zac Efron       | 2:29     |  |
| 12.                 | «Humuhumunukunukuapua'a»  | Ashley Tisdale & Lucas Grabeel   | 3:11     |  |
| 13.                 | «Bop to the Top»          | Ashley Tisdale & Lucas Grabeel   | 1:48     |  |